# Geraint Thomas
Geraint Thomas, MBE (født 25. maj 1986) er en walisisk professionel cykelrytter, som kører for det professionelle cykelhold Ineos Grenadiers. I Tour de France 2017 vandt Thomas 1. etape og kørte iført den gule førertrøje. I 2018 vandt Thomas Tour de France samt to etaper.

## Meritter

### Banecykling
2004
 Junior-verdensmester, Scratch
2005
 National mester, Scratch
2006
 Commonwealth Games, Pointløb
2007
 VM i banecykling, Holdforfølgelse
2008
 Olympiske lege, Holdforfølgelse
 VM i banecykling, Holdforfølgelse
2009
 National mester, individuel forfølgelse
2012
 Olympiske lege, Holdforfølgelse
VM i banecykling:
 VM i banecykling, Holdforfølgelse
2.-plads, Madison (med Ben Swift)

### Landevej
2004
Paris-Roubaix Juniors
2006
 Samlet, Flèche du Sud
Pointkonkurrencen
U21-konkurrencen
2. etape
2010
 National mester, Landevej
1. etape TTT, Tour of Qatar
Tour de France:
Cyklet i  Ungdomstrøje fra 3.-6. etape.
2011
 Samlet, Bayern Rundt
Tour de France:
Cyklet i  Ungdomstrøje fra 1.-7. etape.
 Mest angrebsivrige rytter, 12. etape
2012
Prologen, Romandiet Rundt
2013
2. etape, Tour Down Under
2014
Samlet og etapesejr, Bayern Rundt
Guld, Landevejsløbet i Commonwealth Games
2015
Samlet og etapesejr, Volta ao Algarve
E3 Harelbeke
2016
Samlet, Volta ao Algarve
Samlet, Paris-Nice
2017
2. etape, Tirreno-Adriatico
Samlet og etapesejr, Alperne Rundt
1. etape, Tour de France
2018
Samlet, Critérium du Dauphiné
 National mester, enkeltstart
Tour de France
 Samlet
11. etape
12. etape